# Wissemara
Le Wissemara est le nom donné à une réplique de cogue dont l'épave a été retrouvée en 1999 proche de Timmendorf sur l'île de Poel en mer Baltique.

Son port d'attache est Wismar en Allemagne.

## Histoire
Cette découverte archéologique d'une épave de cogue est considérée comme la première d'un navire de charge de la mer Baltique. Cette forme locale de navire était large avec un fond plat, construit en bordages à clin de pin et pouvait transporter jusqu'à 200 tonnes de fret.
La construction de cette réplique s'est effectuée dans le port de Wismar et porte donc le nom de Wissemara. Elle s'est faite selon des techniques du XIVe siècle. Le chantier a démarré en juillet 2000 et la coque a été mise à l'eau le 29 mai 2004. La mâture et la dunette ont été réalisées après et le voyage inaugural a eu lieu le 9 août 2006 par sa présentation à la Hanse Sail de Rostock.
Le Wissemara est à quai du port de Wismar dont il est devenu l'ambassadeur. Il navigue en mer du Nord et Baltique ainsi que pour des sorties d'archéologie expérimentale.